# Elektronska obveščevalna dejavnost
Elektronska obveščevalna dejavnost ali z angleško kratico ELINT (ELectronical INTelligence) obsega zbiranje obveščevalnih informacij s pomočjo elektronskih sredstev. 
Osnovni namen elektronskega izvidovanja je pridobivanje podatkov, ki bi bili koristni v primeru spopada.
Ta vrsta izvidovanja se je začela z razvojem tehnologije, posebno hiter razvoj se je pojavil v obdobju hladne vojne.
Operacije elektronskega izvidovanja so:
- Zbiranje podatkov o nasprotnikovi obrambi (vrsta in položaji vojaških enot, radarjev, protiletalskih sistemov,...)

- Zbiranje podatkov o pomembnih postavitvah ali objektih nasprotnika

- Prisluškovanje nasprotnikovim komunikacijam